# Rudolf Hauschka
Rudolf Hauschka (Bécs, 1891. november 5., Bécs – Bad Boll, NSZK, 1969. december 28.) kémikus, a WALA gyógyszergyár alapítója.

## Életútja
1901 és 1908 között a bécsi reálgimnáziumban tanult. A szülők technikusi pályára szánták fiukat, ő azonban jobban érdeklődött a tudományok és a művészetek iránt. 1909-től Bécsben kémiát és orvostudományt hallgatott. Ebben az időben egyre több szintetikusan előállított gyógyszer és tartósítószer került forgalomba, és ekkor kezdett azzal foglalkozni, hogy az összes szintetikusan előállított kémiai anyag helyettesíthető-e természetes anyagokkal. 1913–1914-ben a bécsi és a müncheni főiskolákon dolgozott asszisztensként. Az első világháború alatt az osztrák hadsereg tisztjeként frontszolgálatot teljesített.
A háború után a bécsi A.G. Klostenburg kémiai-gyógyszerészeti cégnél volt vezető kémikus és igazgató. 1924-ben ismerkedett meg Rudolf Steinerrel, akivel elsősorban az antropozófiai orvoslás jövőjéről beszélgettek. Steiner halála után 1925-től egy hároméves ausztráliai expedícióban vett részt. 1929-ben Ita Wegmanhoz csatlakozott az alkohol nélküli homeopátiás szerek készítését illető kutatásaiban.
1935-ben megalapította az első Wala laboratóriumot Ludwigsburgban, amit a drezdai, londoni és bécsi követtek. 1940 májusától az arlesheimi klinikához tartozó gnadenwaldi szanatóriumot vezette Margarethe Stavenhagen német antropozófus orvosnővel együtt. Amikor 
1941. június 9-én a Gestapo a klinikát bezáratta, Hauschkáékat letartóztatta. Pár hónap múlva szabadultak, de Rudolf Hauschkának Bécsben kellett maradnia rendőri felügyelet alatt. 1943-ban Rudolf Hauschka és Margarethe Stavenhagen összeházasodnak.
A háború után 1945-ben a München melletti Höllriegelskreuthban újrakezdték a munkát, ideiglenesen katonai barakképületekben, 1950-ben a kutatócsoport áttelepült Eckwäldenbe. 1960 körül lefektették az antropozófiai orvoslás elvein nyugvó új kozmetika alapjait.

### Emlékezete
Nevét viseli a Dr. Hauschka kozmetika.

## Magyarul
- Szubsztanciatan. A fizika, a kémia és az anyagok gyógyászati hatásainak megértéséhez; ford. Szabó Attila; Ita Wegman Alapítvány–Natura-Budapest Kft., Bp., 2006
- Táplálkozástan. Az emésztés fiziológiájának és a tápanyag mérhető és nem mérhető minőségének megértéséhez; ford. Frisch Mihály; Ita Wegman Alapítvány–Natura-Budapest Kft., Bp., 2007
- Gerhard Schmidt–Rudolf Hauschka: A táplálkozás; Regulus Art, Bp., 2012 (Steinerkönyvek)

## Művei
- 1946: Substanzlehre (magyar kiadása Szubsztanciatan. Budapest: Natura, 2005)
- 1951: Ernährungslehre (magyar kiadása Táplálkozástan. Budapest: Natura, 2007)
- 1966: Wetterleuchten einer Zeitenwende